# 過度経済力集中排除法
過度経済力集中排除法（かどけいざいりょくしゅうちゅうはいじょほう、昭和22年12月18日法律第207号）は、既存の独占的大企業の分割に関する法律である。
日本において大東亜戦争（太平洋戦争・第二次世界大戦）終結直後の1947年（昭和22年）12月18日、片山内閣の時に公布された。通称集中排除法。

## 概要
当時の連合国軍最高司令官総司令部 (GHQ) 最高司令官ダグラス・マッカーサーの指示の下に行われた財閥解体を実施するための法律で、巨大独占企業を分割するための手続を定めていた。当初、325もの会社が分割の対象として指定されたが、その後のGHQの方針転換（逆コース）により、実際に分割されたのは次節の11社に留まった。
独占禁止法により持株会社が禁止されたため、コンツェルンの形での財閥はなくなったが、三井財閥・住友財閥・三菱財閥などは株式を持ち合う企業グループ（三井グループ、住友グループ、三菱グループ）という形でその後も温存されることになる。
1955年（昭和30年）、第53代内閣総理大臣・日本民主党総裁鳩山一郎率いる鳩山内閣は、過度経済力集中排除法等を廃止する法律案（内閣提出第42号）を提出し、田中角栄が委員長を務めた衆議院商工委員会等の審議の上、本法は、過度経済力集中排除法等を廃止する法律（昭和30年7月25日法律第87号）により、同日をもって廃止された。
以降は、事業支配力が過度に集中することとなる会社の設立や、他の国内会社の株式を取得、または所有することにより国内で事業支配力が過度に集中することとなる会社になること等は、私的独占の禁止及び公正取引の確保に関する法律（昭和22年法律第54号）によって制限されている。
なお、大日本帝國植民地時代の朝鮮半島（現・大韓民国）で発祥した財閥は、21世紀の現在に至るまでそのままの形で存続している。

## 分割された会社
- 日本製鐵
  - 八幡製鐵
  - 富士製鐵
  - 日鐵汽船（現在のNSユナイテッド海運）
  - 播磨耐火煉瓦（現在の黒崎播磨）
1970年、製鉄部門（八幡製鐵と富士製鐵）が再合同して新日本製鐵（のちの日本製鉄）が発足した。
- 大建産業
  - 伊藤忠商事
  - 丸紅
  - 呉羽紡績（東洋紡績に合併）
  - 尼崎製釘所（現在のアマテイ）
  - 大建工業（集排法適用前に分社化）
- 三菱重工業
  - 東日本重工業（のちの三菱日本重工業）
  - 中日本重工業（のちの新三菱重工業）
  - 西日本重工業（のちの三菱造船）
1964年（昭和39年）、三社は再統合して三菱重工業が復活したが、1970年（昭和45年）、自動車部門を三菱自動車工業に再分割する。
- 三菱鉱業
  - 三菱鉱業（のちの三菱鉱業セメント）
  - 太平鉱業（のちの三菱金属）
二社は1990年（平成2年）、再統合して三菱マテリアルになる。
- 三井鉱山
  - 三井鉱山（現在の日本コークス工業）
  - 神岡鉱業（現在の三井金属鉱業）
- 井華（住友）鉱業
  - 井華鉱業（現在の住石ホールディングスおよび住石マテリアルズ）
  - 別子鉱業（現在の住友金属鉱山）
  - 住友建設（現在の三井住友建設）
  - 別子百貨店（のちの新居浜大丸。2001年閉店）
- 大日本麦酒
  - 朝日麦酒（現在のアサヒグループホールディングス）
  - 日本麦酒（現在のサッポロホールディングス）
- 北海道酪農協同（酪連）
  - 北海道バター（のちのクローバー乳業）
  - 雪印乳業
1958年、雪印乳業がクローバー乳業を合併して再統合。
- 王子製紙
  - 苫小牧製紙（のち王子製紙工業→王子製紙（2代目）→新王子製紙）
  - 十條製紙
  - 本州製紙
1968年、三社は合併を発表するが中止。1993年、十條製紙は山陽国策パルプと合併して日本製紙となり、2001年には大昭和製紙と経営統合。一方、1996年に新王子製紙と本州製紙が合併して、王子製紙（3代目）が発足、2012年に王子ホールディングスに改称して現在に至る。
- 帝国繊維
  - 帝国製麻
  - 中央繊維
  - 東邦レーヨン（現在の東邦テナックス）
1951年、帝国製麻と中央繊維が合併して帝国繊維となる。
- 東洋製罐
  - 東洋製罐
  - 北海製罐（現在のホッカンホールディングス及び北海製罐）

### 参考
1. 陸上交通事業調整法に基づいて合併成立した鉄道会社は、過度経済力集中排除法の対象外とされた。このため、いわゆる「大東急」（戦時統合下の東京急行電鉄）の解体及び近鉄から南海の分離は、過度経済力集中排除法の適用を直接受けて実施された訳ではない。
2. 1949年に実施された帝国銀行の分割は同法とは無関係である。
3. 1950年に実施された三井物産と三菱商事の解体も、同法とは別個に実施された。また、富士産業（旧・中島飛行機）の解体も同様である。
4. 下記は状況が似ているが、同法の適用による企業分割ではなく、企業再建整備計画による分割である。
  - 三菱化成工業
    - 日本化成工業（のちの三菱化成→三菱化学）
    - 旭硝子（現在のAGC）
    - 新光レイヨン（のちの三菱レイヨン）
2017年、三菱化学と三菱レイヨンと三菱樹脂が合併して三菱ケミカルとなる。

  - 日本製鋼所
    - 日本製鋼所
    - パインミシン（のちのシンガー日鋼、2001年解散）

  - 大同製鋼
    - 新大同製鋼（現在の大同特殊鋼）
    - 大同鋼板（現在の日鉄鋼板）